# هنري زد. جونز جونيور
هنري زد. جونز جونيور (بالإنجليزية: Henry Z. Jones, Jr.)‏ هو مؤرخ أمريكي، ولد في 3 يونيو 1940.

## وصلات خارجية
- هنري زد. جونز جونيور على موقع IMDb (الإنجليزية)
- هنري زد. جونز جونيور على موقع ديسكوغز (الإنجليزية)
- هنري زد. جونز جونيور على موقع قاعدة بيانات الفيلم (الإنجليزية)